# Bourletiella russata
Bourletiella russata är en urinsektsart som beskrevs av David J. Maynard 1951. Bourletiella russata ingår i släktet Bourletiella och familjen Bourletiellidae. Inga underarter finns listade.